# Libnotes (Libnotes) riverai
Libnotes (Libnotes) riverai is een tweevleugelige uit de familie steltmuggen (Limoniidae). De soort komt voor in het Oriëntaals gebied.